# 鼓六枪虫
鼓六枪虫（学名：Hexacontium typanum）为三轴球虫科六枪虫属的动物。在中国，分布于西沙群岛等。